# Ołeksandr Okipniuk
Ołeksandr Ołeksandrowycz Okipniuk (ukr. Олександр Олександрович Окіпнюк; ur. 4 września 1998 w Berehowie) – ukraiński narciarz dowolny specjalizujący się w skokach akrobatycznych, brązowy medalista mistrzostw świata, olimpijczyk z Pekinu 2022.

## Udział w zawodach międzynarodowych
| Impreza                     | Rok  | Gospodarz            | Konkurencja   | Miejsce |                      |      |       |               |    |
| --------------------------- | ---- | -------------------- | ------------- | ------- | -------------------- | ---- | ----- | ------------- | -- |
| Impreza                     | Rok  | Gospodarz            | Konkurencja   | Miejsce | Igrzyska olimpijskie | 2022 | Pekin | indywidualnie | 9. |
| Mistrzostwa świata          | 2021 | Ałmaty               | indywidualnie | 12.     |                      |      |       |               |    |
| Mistrzostwa świata          | 2023 | Bakuriani            | indywidualnie | 9.      |                      |      |       |               |    |
| Mistrzostwa świata          | 2023 | Bakuriani            | drużynowo     | 3.      |                      |      |       |               |    |
| Mistrzostwa świata juniorów | 2013 | Chiesa in Valmalenco | indywidualnie | 17.     |                      |      |       |               |    |
| Mistrzostwa świata juniorów | 2014 | Chiesa in Valmalenco | indywidualnie | 16.     |                      |      |       |               |    |
| Mistrzostwa świata juniorów | 2015 | Chiesa in Valmalenco | indywidualnie | 14.     |                      |      |       |               |    |
| Mistrzostwa świata juniorów | 2017 | Chiesa in Valmalenco | indywidualnie | 14.     |                      |      |       |               |    |
| Mistrzostwa świata juniorów | 2018 | Raubiczy             | indywidualnie | 12.     |                      |      |       |               |    |